# Mecz piłkarski Rosja – Ukraina (1999)
Mecz piłkarski Rosja – Ukraina – mecz piłki nożnej rozegrany 9 października 1999 roku w Moskwie na stadionie Łużniki pomiędzy drużynami Rosji i Ukrainy. Był to ostatni mecz obu zespołów w grupie 4 eliminacji do Mistrzostw Europy w Piłce Nożnej 2000. 

## Tło i przebieg
Reprezentacje Rosji i Ukrainy przed tym spotkaniem formalnie zmierzyły się ze sobą tylko raz, 5 września 1998 w meczu pierwszej kolejki fazy grupowej tych eliminacji na Stadionie Olimpijskim w Kijowie (we wcześniejszych latach piłkarze rosyjscy i ukraińscy grali w barwach dwóch reprezentacji piłkarskich: Związku Radzieckiego, a następnie Wspólnoty Niepodległych Państw). Ukraińcy wygrali to spotkanie 3:2. Ponownie te dwie ekipy spotkały się w ostatniej, dziesiątej serii gier.
9 października na Stadion Łużniki przyszło prawie 80 000 kibiców, w tym mer Moskwy Jurij Łużkow, premier kraju Władimir Putin, Władimir Żyrinowski, czy Giennadij Sielezniow. Drużyna rosyjska przeważała przez większą część meczu, jednak to co najistotniejsze dla jego przebiegu wydarzyło się w ciągu ostatnich piętnastu minut czasu podstawowego. Najpierw w 75 minucie Walerij Karpin dał Sbornej prowadzenie, a dwanaście minut później Filimonow popełnił błąd przy próbie interwencji po strzale Andrija Szewczenki z rzutu wolnego, de facto wrzucając piłkę do własnej bramki. Mecz zakończył się wynikiem 1:1, dzięki czemu Ukraina awansowała do baraży (które później przegrała z reprezentacją Słowenii), a Rosjanie zajęli trzecie miejsce w grupie.     

## Mecz

### Szczegóły
| 9 października 1999 | Rosja              | 1:1   | Ukraina               |                                                                     |
| 20:00 UTC+4         | Walerij Karpin 75' | (0:0) | 87' Andrij Szewczenko | Stadion Łużniki, Moskwa, Rosja Widzów: 78 600 Sędzia: David Elleray |

| GK            | 1  | Aleksandr Filimonow |
| SW            | 7  | Wiktor Onopko (c)   |
| CB            | 6  | Jurij Drozdow       |
| CB            | 4  | Aleksiej Smiertin   |
| CB            | 2  | Dmitrij Chlestow    |
| DM            | 9  | Jegor Titow         |
| CM            | 3  | Dmitrij Chochłow    |
| CM            | 5  | Dmitrij Aleniczew   |
| RW            | 8  | Walerij Karpin      |
| LW            | 11 | Andriej Tichonow    |
| CF            | 10 | Aleksandr Panow     |
| Trener:       |    |                     |
| Oleg Romancew |    |                     |

| GK         | 1  | Ołeksandr Szowkowski |  |
| SW         | 5  | Władysław Waszczuk   |  |
| RB         | 2  | Ołeh Łużny (c)       |  |
| CB         | 3  | Serhij Mizin         |  |
| CB         | 4  | Ołeksandr Hołowko    |  |
| LB         | 6  | Jurij Dmytrulin      |  |
| CM         | 7  | Jurij Maksymow       |  |
| CM         | 8  | Andrij Husin         |  |
| RW         | 10 | Andrij Szewczenko    |  |
| CF         | 9  | Serhij Skaczenko     |  |
| LW         | 11 | Serhij Rebrow        |  |
| Trener:    |    |                      |  |
| Jożef Sabo |    |                      |  |

## Tabela finałowa
| Lp | Reprezentacja | Pkt | M  | Z | R | P  | Br+ | Br- | +/- |
| -- | ------------- | --- | -- | - | - | -- | --- | --- | --- |
| 1. | Francja       | 21  | 10 | 6 | 3 | 1  | 17  | 10  | +7  |
| 2. | Ukraina       | 20  | 10 | 5 | 5 | 0  | 14  | 4   | +10 |
| 3. | Rosja         | 19  | 10 | 6 | 1 | 3  | 22  | 12  | +10 |
| 4. | Islandia      | 15  | 10 | 4 | 3 | 3  | 12  | 7   | +5  |
| 5. | Armenia       | 8   | 10 | 2 | 2 | 6  | 8   | 15  | -7  |
| 6. | Andora        | 0   | 10 | 0 | 0 | 10 | 3   | 28  | -25 |

Źródło: UEFA